# Otfinów
Otfinów – wieś w Polsce, położona w województwie małopolskim, w powiecie tarnowskim, w gminie Żabno.
W Otfinowie znajduje się przeprawa promowa przez Dunajec, łącząca lewobrzeżną wieś Pasiekę Otfinowską.
Po raz pierwszy wieś została wymieniona w rachunkach świętopietrza w 1326 roku. W latach 1973–1976 miejscowość była siedzibą gminy Otfinów.
W latach 1954–1972 wieś była siedzibą gromady Otfinów. W latach 1975–1998 w województwie tarnowskim.
W Otfinowie znajduje się kościół parafialny pod wezwaniem św. Apostołów Piotra i Pawła. W latach 1909–1914 wybudowano nową świątynię, która w kilka miesięcy później została zniszczona w czasie I wojny światowej. Obecny kościół został wybudowany w latach 1922–1928, jednak urządzanie wnętrza trwało jeszcze przez wiele lat. Obok kościoła znajduje się cmentarz parafialny.
Przy kościele wzniesiono pomnik upamiętniający ofiary wojen lat 1914–1920 oraz obelisk ku czci pomordowanych w czasie II wojny światowej.
Przy głównej drodze znajduje się cmentarz wojenny nr 252 z okresu pierwszej wojny światowej, gdzie spoczywa prawie 500 żołnierzy austriackich, węgierskich oraz rosyjskich.
W miejscowości znajduje się park ze starym klasycystycznym dworkiem, w którym przed II wojną światową mieszkała szlachecka rodzina Jordan-Stojowskich herbu Trąby. Dworek znalazł się w posiadaniu spółdzielni produkcji rolnej „Diament”.
| SIMC    | Nazwa         | Rodzaj     |
| ------- | ------------- | ---------- |
| 0838140 | Diament       | przysiółek |
| 0838105 | Gęsia Krzywda | część wsi  |
| 0838111 | Górki         | część wsi  |
| 0838128 | Kaluga        | część wsi  |
| 0838134 | Klepki        | część wsi  |

## Zabytki
Obiekty wpisane do rejestru zabytków nieruchomych województwa małopolskiego.
- Zespół dworsko-parkowy: dwór, park z aleją dojazdową oraz kapliczka z figurą Matki Boskiej Niepokalanie Poczętej;
- kościół parafialny pw. św. Piotra i św. Pawła;
- cmentarz wojenny nr 252.

## Edukacja, sport i kultura
We wsi znajduje się Zespół Szkoły Podstawowej, Gimnazjum Publicznego i Przedszkola. Otfinów posiada stadion sportowy z naturalnymi trybunami w postaci wału przeciwpowodziowego.
Niedaleko centrum znajduje się Dom Ludowy z biblioteką publiczną. Przy domu działa zespół Dziecięcy Zespół Folklorystyczny „Otfinowianie” powstały w 1999 roku z inicjatywy Bożeny Koziary. Po 10 latach działalności liczył ok. 100 osób. Należy do niego młodzież z Otfinowa, Pierszyc, Goruszowa i Kłyża. Repertuar zespołu obejmuje tańce Powiśla Dąbrowskiego oparte na obrzędach i zwyczajach wsi powiślańskich, tańce lubelskie, górali żywieckich, Lachów Sądeckich, rzeszowskie oraz tańce narodowe. Zespół bierze udział w festiwalach i przeglądach zespołów tańca ludowego w kraju i za granicą. W 2009 roku otrzymał nagrodę „Uskrzydlony” Tarnowskiej Fundacji Kultury.

## Osoby związane z miejscowością
- Marcin Augustyński – polski działacz ludowy i społeczny, wójt Otfinowa.
- Marcin Kudej – polski prawnik, konstytucjonalista, znawca prawa parlamentarnego, profesor nauk prawnych, profesor Uniwersytetu Śląskiego w Katowicach.
- W czerwcu 1908 roku, świadectwo miejscowej szkoły powszechnej odebrał Henryk Sucharski, który przebywał w Otfinowie przez kilka miesięcy pod opieką miejscowego proboszcza i Marcina Augustyńskiego[8].